# Großes Wappen Preußens
Das große Wappen Preußens bezeichnet die große Version des preußischen Wappens. Zusammen wurden Großes und Mittleres Königliches Wappen mit dem Königlichen Titel des Königs von Preußen durch die Abänderung des „Allerhöchsten Erlass vom 11. Januar 1864“ zuletzt am 16. August 1873 berichtigt.

## Beschreibung des Wappenschildes
Der Wappenschild ist durch fünfmalige Längenteilung in sechs Pfähle und durch achtmalige Querteilung in neun Reihen, deren letzte den ungeteilten Schildfuß bildet, geteilt und besteht aus drei Mittelschilden, den 48 Feldern und dem Schildfuß das Hauptschildes.
| Wappenschema nach Anlage B des Erlasses vom 16. August 1873 |

## Mittelschilde

### 1. Königreich Preußen
Der erste Mittelschild, mit der königlichen Krone bedeckt, liegt auf der Herzstelle.
Im silbernen Felde ein schwarzer, goldbewehrter, rotgezungter Adler, der mit der königlichen Krone gekrönt ist und in der rechten Klaue den goldenen Königszepter, in der linken einen blauen, goldbereiften und bekreuzten Reichsapfel hält. Die Flügel sind mit goldenen Kleestängeln besteckt. Auf der Brust des Adlers steht der Namenszug König Friedrichs I., die verschlungenen Buchstaben FR.

### 2. Markgraftum Brandenburg
Der zweite Mittelschild, mit dem Kurhut bedeckt, liegt auf der Ehrenstelle.
Im silbernen Felde ein roter, goldbewehrter, rotgezungter Adler, der mit dem Kurhut geschmückt ist. In der rechten Klaue hält er einen goldenen Zepter, in der linken ein goldgegrifftes Schwert. Die Flügel sind mit goldenen Kleestängeln besteckt. Auf der Brust liegt ein blaues Herzschild, worin ein aufrecht gestellter goldener Zepter erscheint.

### 3. Burggraftum Nürnberg und Grafschaft Hohenzollern
Der dritte Mittelschild, mit einem Fürstenhut bedeckt, ist quergeteilt und liegt auf der Haupt- (Nabel-) Stelle.
a. Oben im goldenen, mit einer von Silber und Rot zu zwölf gestückten Einfassung umgebenen Teile ein schwarzer, aufgerichteter, rotbewehrter, rotgezungter und rotgekrönter Löwe mit doppeltem Schweife (Nürnberg).
b. Unten ein von Silber und Schwarz geviertes Feld (Hohenzollern).

## Hauptschild
Der Hauptschild wird durch fünfmalige, den Schildfuß nur berührende Längen- und durch achtmalige Querteilung in achtundvierzig Felder geteilt; jede Reihe zu sechs Feldern, welche nach Anleitung der ursprünglich beim Königlich Preußischen Wappen geltenden Regel aus der Mitte von der Rechten zur Linken, d. h. pfahlweise springend, gezählt werden, so dass das dritte Feld in der obersten Reihe als das erste, das vierte Feld als das zweite, das zweite Feld als das dritte, das fünfte Feld als das vierte, das erste Feld als das fünfte, das sechste Feld als das sechste; in der zweiten Reihe das dritte Feld als das siebente, das vierte als das achte usw. zählt.
Die achtundvierzig Felder des Hauptschildes sind nach der Folgeordnung des Modells folgende:

### 4. souveränes Herzogtum Schlesien
Im goldenen Felde ein schwarzer, goldbewehrter, rotgezungter, mit einer Herzogskrone bedeckter Adler. Auf der Brust desselben liegt ein silberner Halbmond, zwischen dessen aufwärts gehenden Spitzen ein silbernes Kreuz hervorwächst.

### 5. Großherzogtum Nieder-Rhein
Im silbernen Felde der Preußische Reichsadler, auf dessen Brust ein grünes, mit einem silbernen, wellenweis gezogenen Schrägrechtsbalken belegtes, mit einer Krone bedecktes Herzschildlein ruht.

### 6. Großherzogtum Posen
Im silbernen Felde der preußische Reichsadler, auf dessen Brust ein rotes, mit einem silbernen, goldbewehrten, rotgezungten, goldgekrönten Adler belegtes, mit einer Krone bedecktes Herzschildlein ruht.

### 7. Herzogtum Sachsen
In einem von Gold und Schwarz zehnmal quergestreiften Felde ein schräg rechts liegender grüner Rautenkranz.

### 8. Herzogtum Westphalen
Im roten Felde ein steigendes silbernes Ross.

### 9. Herzogtum Engern
Im silbernen Felde drei, zu zwei und eins gestellte rote Schröterhörner.

### 10. Herzogtum Pommern
Im silbernen Felde ein roter, goldbewehrter, rotgezungter Greif.

### 11. Herzogtum Lüneburg
Im goldenen, mit roten Herzen bestreuten Felde ein blauer, rotgezungter Löwe.

### 12. Herzogtum Holstein
Im roten Felde ein von Silber und Rot quergeteiltes Schildlein, welches an den beiden oberen Ecken und am unteren Rande von je einem silbernen, mit der Spitze einwärts gekehrten Nagel, am oberen Rande aber und an beiden Seiten von je einem silbernen Nesselblatt begleitet ist.

### 13. Herzogtum Schleswig
Im silbernen Felde zwei übereinander gehende, blaue, rotgezungte Löwen.

### 14. Herzogtum Magdeburg
Von Rot und Silber quer geteilt.

### 15. Herzogtum Bremen
Im roten Felde zwei in Form eines Andreaskreuzes gelegte, silberne, mit den Bärten auswärts gekehrte Schlüssel, zwischen denen im oberen Winkel sich ein silbernes Stabkreuz erhebt.

### 16. Herzogtum Geldern
Im blauen Felde ein goldener, rotgezungter, gekrönter Löwe.

### 17. Herzogtum Cleve
In rotem Felde ein silbernes Schildlein, aus welchem acht goldene Lilienstäbe in Form eines gemeinen und eines Andreaskreuzes hervorgehen.

### 18. Herzogtum Jülich
Im goldenen Felde ein schwarzer, rotgezungter Löwe.

### 19. Herzogtum Berg
Im silbernen Felde ein roter, blaubewehrter, blaugezungter und blaugekrönter Löwe.

### 20. Herzogtum Wenden
Im silbernen Felde ein Greif, der sechsmal schräglinks von Rot und Grün gestreift ist.

### 21. Herzogtum Cassuben (= Pommern-Wolgast)
Im goldenen Felde ein schwarzer, rotgezungter Greif.

### 22. Herzogtum Crossen
Im goldenen Felde ein schwarzer, goldbewehrter, rotgezungter Adler, auf dessen Brust ein silberner, mit den Spitzen aufwärts gekehrter Halbmond liegt.

### 23. Herzogtum Lauenburg
Im roten, mit einer von Silber und Schwarz zu zwölf gestückten Einfassung umgebenen Felde ein silberner Pferdekopf.

### 24. Herzogtum Mecklenburg
Im goldenen Felde ein vorwärts gekehrter, abgerissener, schwarzer Büffelskopf mit roter Zunge, silbernen Hörnern, silbernem Nasenringe und roter Krone.

### 25. Landgrafschaft Hessen
Im blauen Felde ein von Silber und Rot achtmal quergestreifter, goldbewehrter, rotgezungter und gekrönter Löwe.

### 26. Landgrafschaft Thüringen
Im blauen Felde ein von Rot und Silber achtmal quergestreifter, goldbewehrter, rotgezungter und gekrönter Löwe.

### 27. Markgraftum Ober-Lausitz
Im blauen Felde eine goldene Mauer mit drei Zinnen.

### 28. Markgraftum Nieder-Lausitz
Im silbernen Felde ein schreitender roter Stier.

### 29. Fürstentum Oranien
Im goldenen Felde ein linksgekehrtes, blaues Jagdhorn mit goldenen Beschlägen und rotem Bande.

### 30. Fürstentum Rügen
Quergeteilt: im oberen goldenen Teile ein aus dem unteren blauen, und zwar aus den darin befindlichen fünf roten, doppelseitig aufsteigenden Stufen hervorgehender schwarzer, rotbewehrter, rotgezungter und rotgekrönter Löwe mit doppeltem Schweife.

### 31. Fürstentum Ostfriesland
Im schwarzen Felde ein goldener, gekrönter Jungfrauen-Adler, der oberhalb und unterhalb von je zwei sechsstrahligen goldenen Sternen begleitet wird.

### 32. Fürstentum Paderborn und Grafschaft Pyrmont
In die Länge geteilt:
im ersten roten Felde ein gemeines goldenes Kreuz (Paderborn);
im zweiten silbernen Felde ein rotes Ankerkreuz (Pyrmont).

### 33. Fürstentum Halberstadt
Von Silber und Rot in der Länge geteilt.

### 34. Fürstentum Münster
Im blauen Felde ein goldener Querbalken.

### 35. Fürstentum Minden
Im roten Felde zwei in Form eines Andreaskreuzes gelegte silberne, mit den Bärten auswärts gekehrte Schlüssel.

### 36. Fürstentum Osnabrück
Im silbernen Felde ein rotes Wagenrad mit acht Speichen.

### 37. Fürstentum Hildesheim
Von Rot und Gold in die Länge geteilt.

### 38. Fürstentum Verden
Im silbernen Felde ein schwarzes fußgespitzes Tatzenhochkreuz (sog. „Nagelkreuz“).

### 39. Fürstentum Cammin
Im roten Felde ein silbernes Ankerkreuz.

### 40. Fürstentum Fulda
Im silbernen Felde ein gemeines schwarzes Kreuz.

### 41. Fürstentum Nassau
Im blauen, mit rautenförmigen goldenen Schindeln bestreuten Felde ein goldener, rotgezungter, gekrönter Löwe.

### 42. Fürstentum Mörs
Im goldenen Felde ein schwarzer Querbalken.

### 43. gefürstete Grafschaft Henneberg
Im goldenen Felde, auf grünem Hügel, eine schwarze Henne mit rotem Kamme und Lappen und mit goldenen Klauen.

### 44. zum souveränen Herzogtum Schlesien gehörige Grafschaft Glatz
Im roten Felde zwei goldene Schräglinksbalken.

### 45. Grafschaften Mark und Ravensberg
In die Länge geteilt: im ersten goldenen Felde ein von Rot und Silber in drei Reihen geschachter Querbalken (Mark); im zweiten silbernen Felde drei rote Sparren (Ravensberg).

### 46. Grafschaft Hohenstein
Ein von Rot und Silber dreimal in vier Reihen geschachtes Feld.

### 47. Grafschaften Tecklenburg und Lingen
In die Länge geteilt: im ersten silbernen Felde drei zu zwei und eins gestellte rothe Herzen (Tecklenburg); im zweiten blauen Felde ein goldener gesenkter Anker (Lingen).

### 48. Grafschaft Mansfeld
Im silbernen Felde sechs in zwei Reihen aufgestellte, rote Rauten.

### 49. Grafschaft Sigmaringen
Im blauen Felde ein goldener, auf grünem Dreihügel schreitender Hirsch.

### 50. Grafschaft Vehringen
Im goldenen Felde drei blaue, übereinander querliegende vierzinkige Hirschhörner.
In diesem Feld ist das Wappen der Grafen von Nellenburg durch Beamtenfehler geraten. Es gehören auf Gold rote Hirschhörner ins Feld.

### 51. Herrschaft zu Frankfurt a. M.
Im roten Felde ein silberner, goldbewehrter und rotgezungter Adler.

### 52. Im Schildfuß
wegen der Regalien ein rotes Feld.

## Beschreibung des Wappenzeltes und der übrigen Prachtstücke des großen Königlichen Wappens
Mitten auf dem oberen Rande des Hauptschildes steht ein offener, rot gefütterter, goldener Königshelm, der mit einem Adler und anderen künstlichen Zierraten in getriebener Arbeit, sowie mit einer Kette und anhangendem Kleinod geschmückt ist.
Auf dem Helme, von welchem zu beiden Seiten inwendig von Silber, auswendig von Schwarz tingierte Helmdecken herabgehen, ruht die preußische Königskrone.
Dieselbe besteht aus einem goldenen, mit siebzehn facettierten Edelsteinen von abwechselnder Form geschmückten Stirnreife, welcher mit fünf, aus je drei größeren und einem kleineren Brillanten gebildeten Blättern und zwischen denselben mit vier Zinken, von denen jede einen großen Brillanten trägt, besetzt ist. Aus den fünf Blättern geht eine gleiche Anzahl halbkreisförmiger, nach dem Scheitelpunkte zu sich verjüngender und dort vereinigender, mit je neun Brillanten von abfallender Größe besetzter goldener Bügel hervor.
Auf dem Scheitel ruht ein blauer, goldbereifter und bekreuzter, ebenfalls mit Edelsteinen geschmückter Reichsapfel.
Um den Schild hängen die Ketten des Schwarzen Adler-Ordens, des Roten Adler-Ordens, des Königlichen Haus-Ordens von Hohenzollern, sowie das Band des Kronenordens. Schildhalter sind zwei mit Eichenlaub bekränzte und umgürtete, mit dem Gesichte einander zugekehrte graubärtige, wilde Männer, welche auf einer verzierten Konsole stehen und sich auf den Hauptrand des Schildes stützen. Mit dem rechten Arme hält der rechtsstehende Schildhalter die Preußische, mit dem linken Arme der linksstehende die Brandenburgische goldbeschaftete Standarte. In den durchbrochenen Spitzen der Lanzen zeigt sich in goldener Antiquaschrift der Namenszug FR
Die Fähnlein sind mit goldenen Fransen besetzt und das Preußische mit Schwarz und Silber, das Brandenburgische mit Rot und Silber durchwirkten fliegenden und bequasteten Schnüren geziert. Die Adler in den Fähnlein, deren Köpfe der Lanzenstange zugewendet sind, stimmen im Übrigen mit dem ersten und zweiten Mittelschilde des Wappens überein.
Das Wappenzelt, welches sich über den beschriebenen Hauptstücken erhebt, besteht aus purpurfarbigem Samt, ist abwechselnd mit Preußischen Adlern und Königskronen bestreut und mit Hermelin gefüttert und verbrämt.
Der obere Rand des Zeltes wird von einem breiten, blauen, goldumränderten Reif eingefasst, unter welchem mit Gold und Edelsteinen, Borten und Quasten besetzte Kranzbehänge hervorgehen. Auf dem Reif steht mit Goldschrift „Gott mit uns“, der Wahlspruch König Friedrichs I.
Über dem Reif, auf welchem zwölf goldene Adler mit gesenkten Flügeln ruhen, wölbt sich der Gipfel des Zeltes, der gleich dem Helm mit einer, jedoch größeren, Königlichen Krone bedeckt ist. Über dieser Krone und über dem ganzen Wappenzelt ragt das Königliche Reichspanier hervor. Dasselbe besteht aus einer silbernen, mit dem Preußischen Reichsadler geschmückten Fahne, welche von unten aufgeschlitzt ist, und deren fliegende, goldbordierte Spitzen mit Quasten besetzt sind. Diese Fahne ist mittelst goldener Ringe an einem silbernen Querstabe befestigt, dessen Enden mit Königskronen schließen, und der mittelst goldener Schnur an einer von Silber und Schwarz schräg abgeteilten Stange hängt, auf deren gleichfalls gekrönter Spitze ein zum Fluge bereiter Preußischer Adler ruht.